# Alejandro Mieres

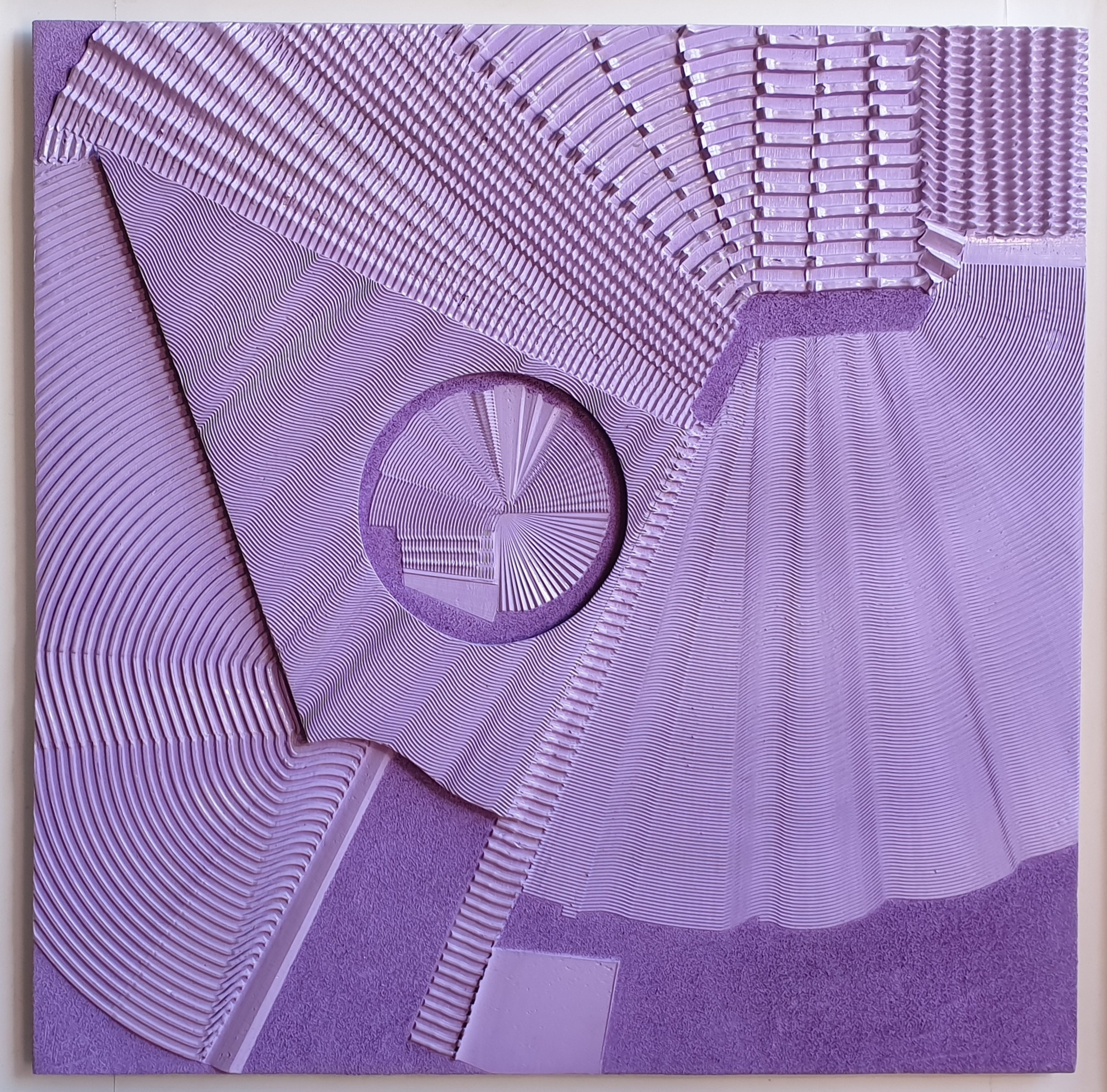

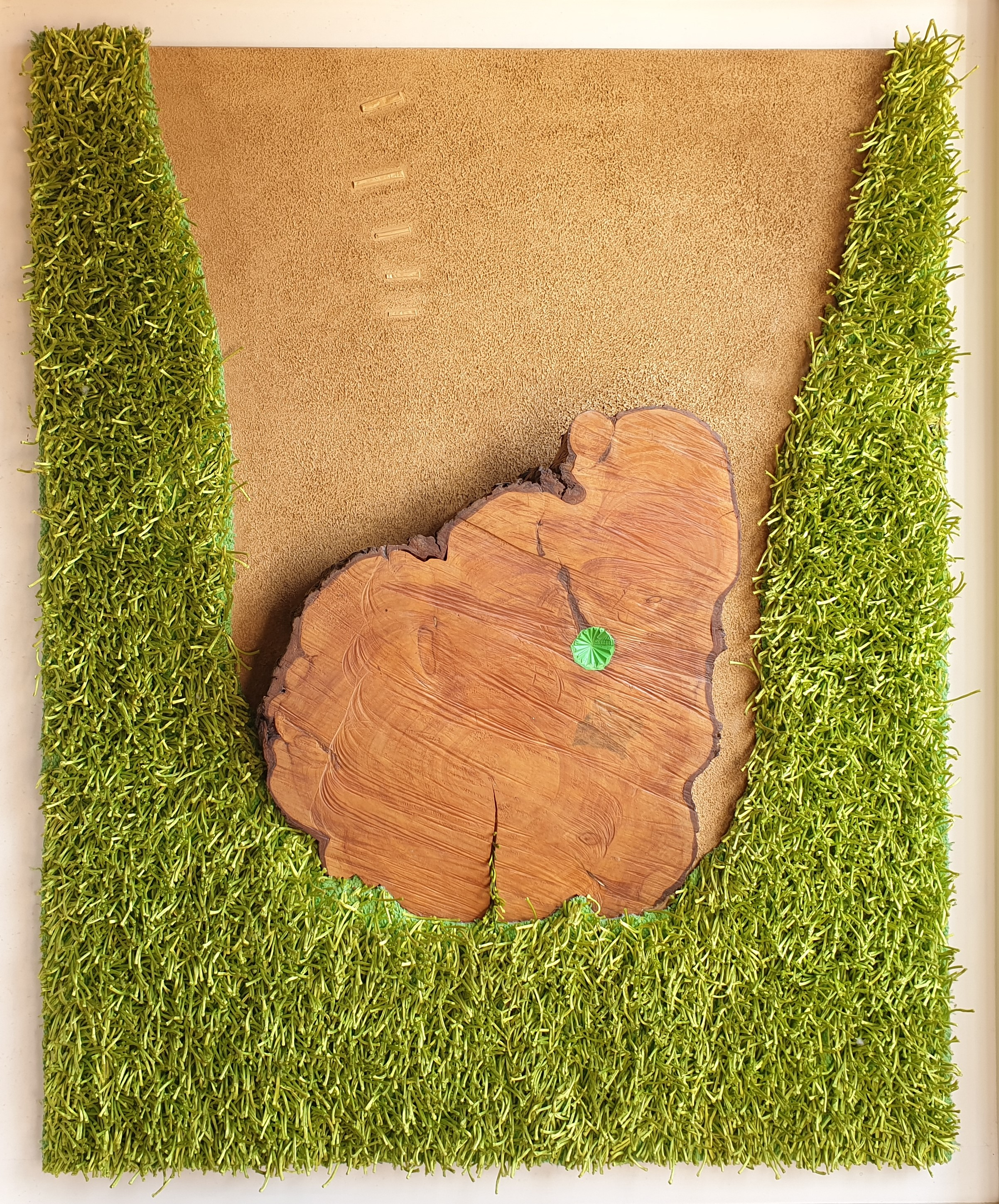

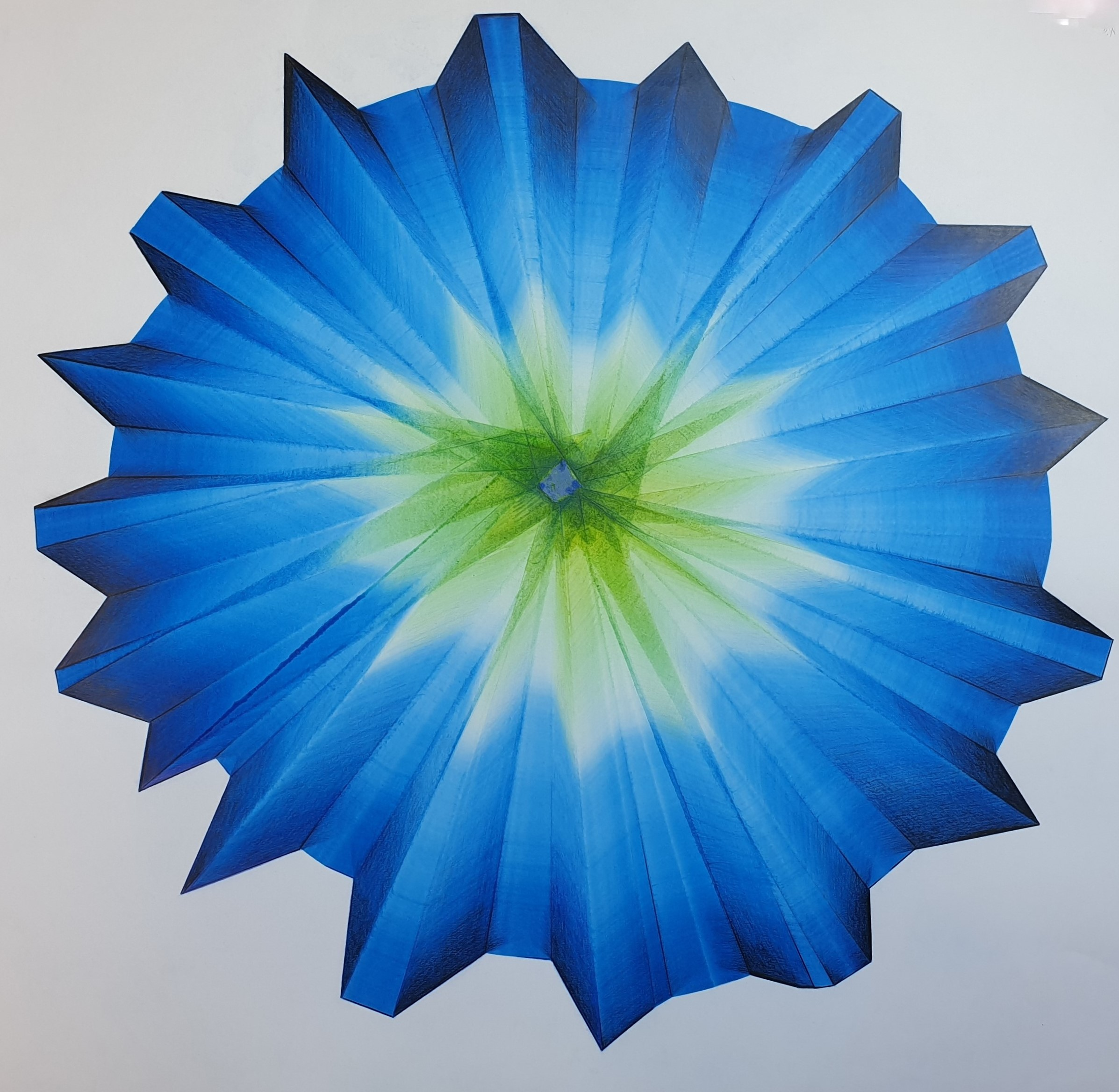

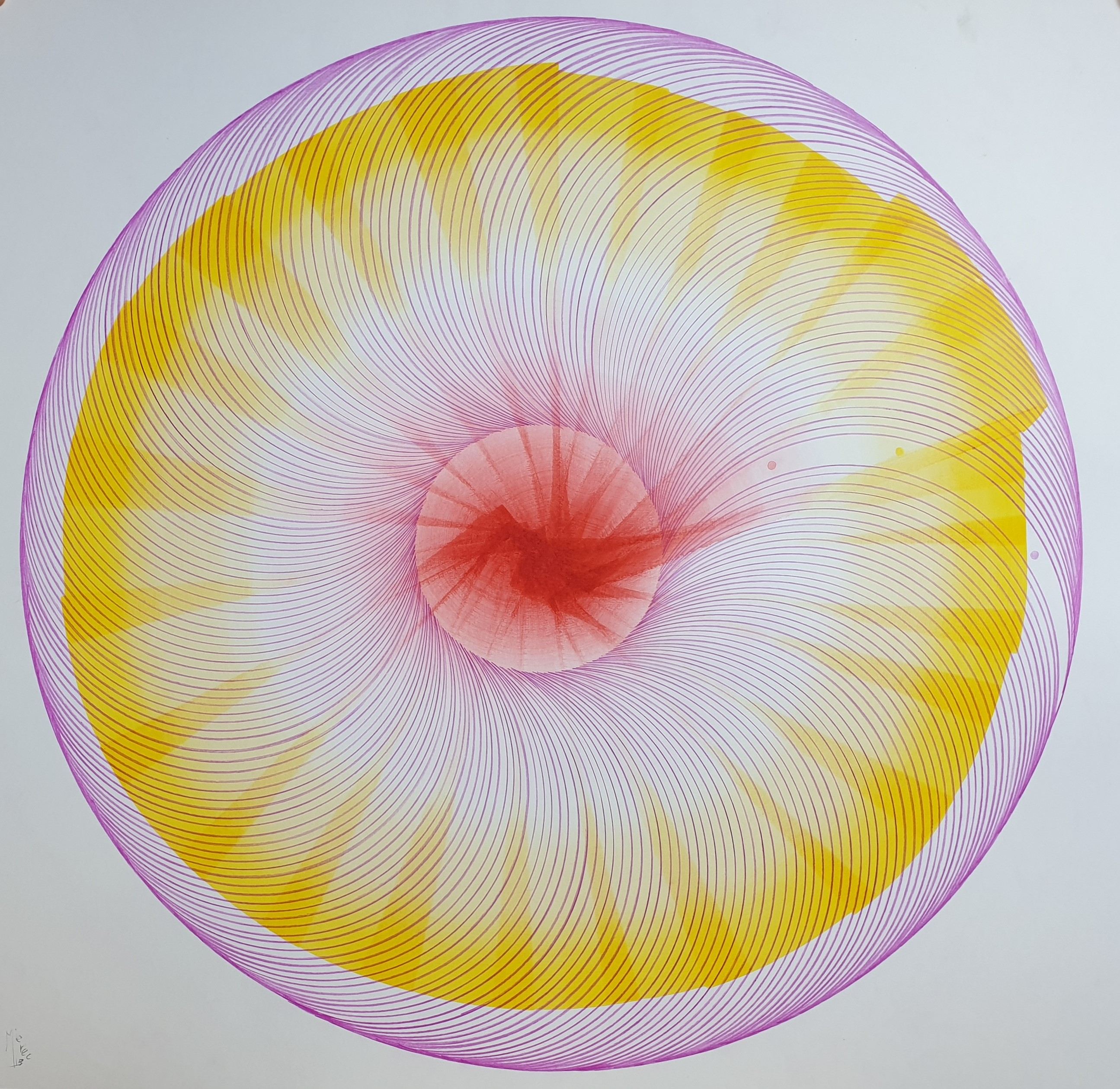

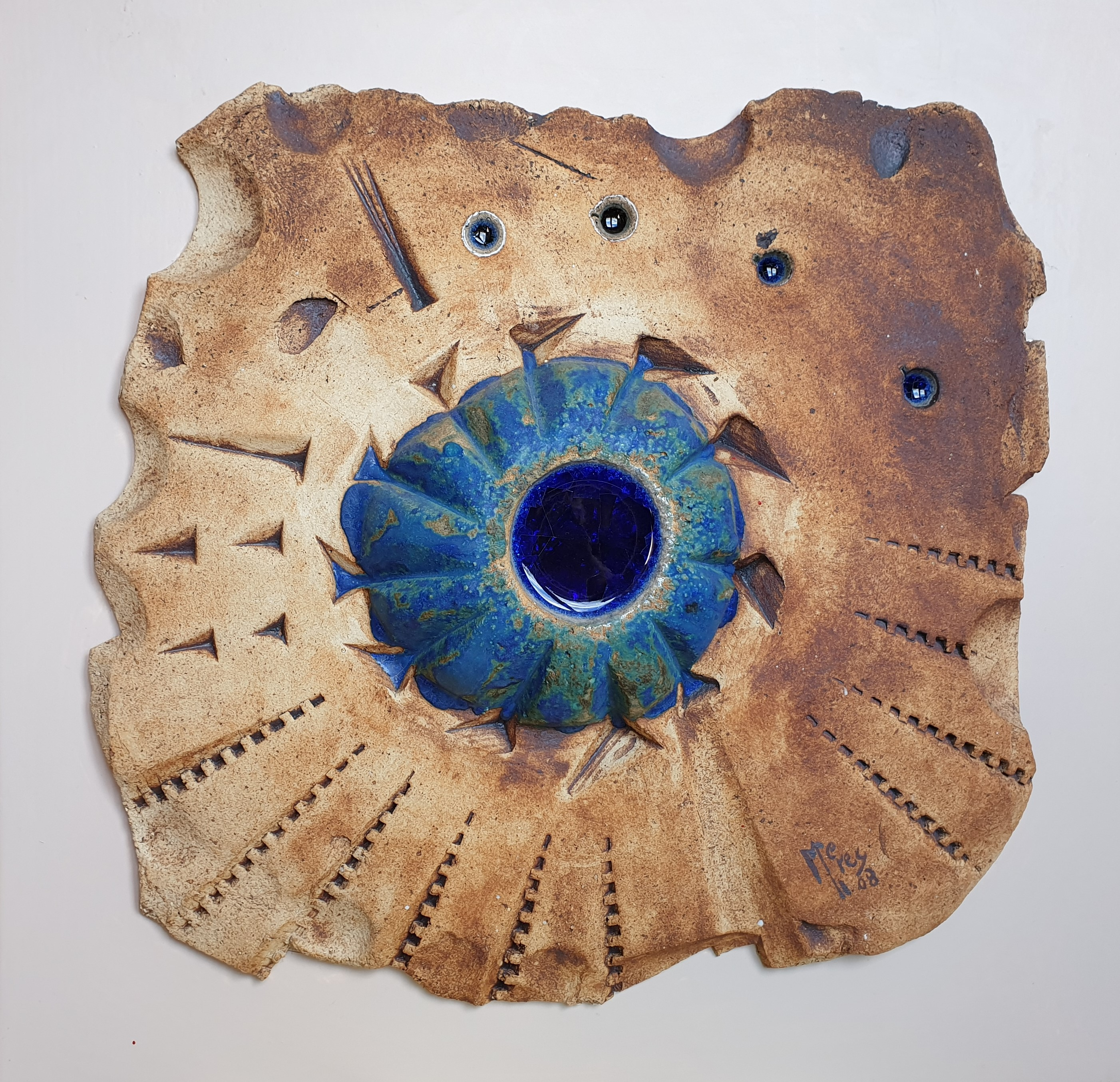

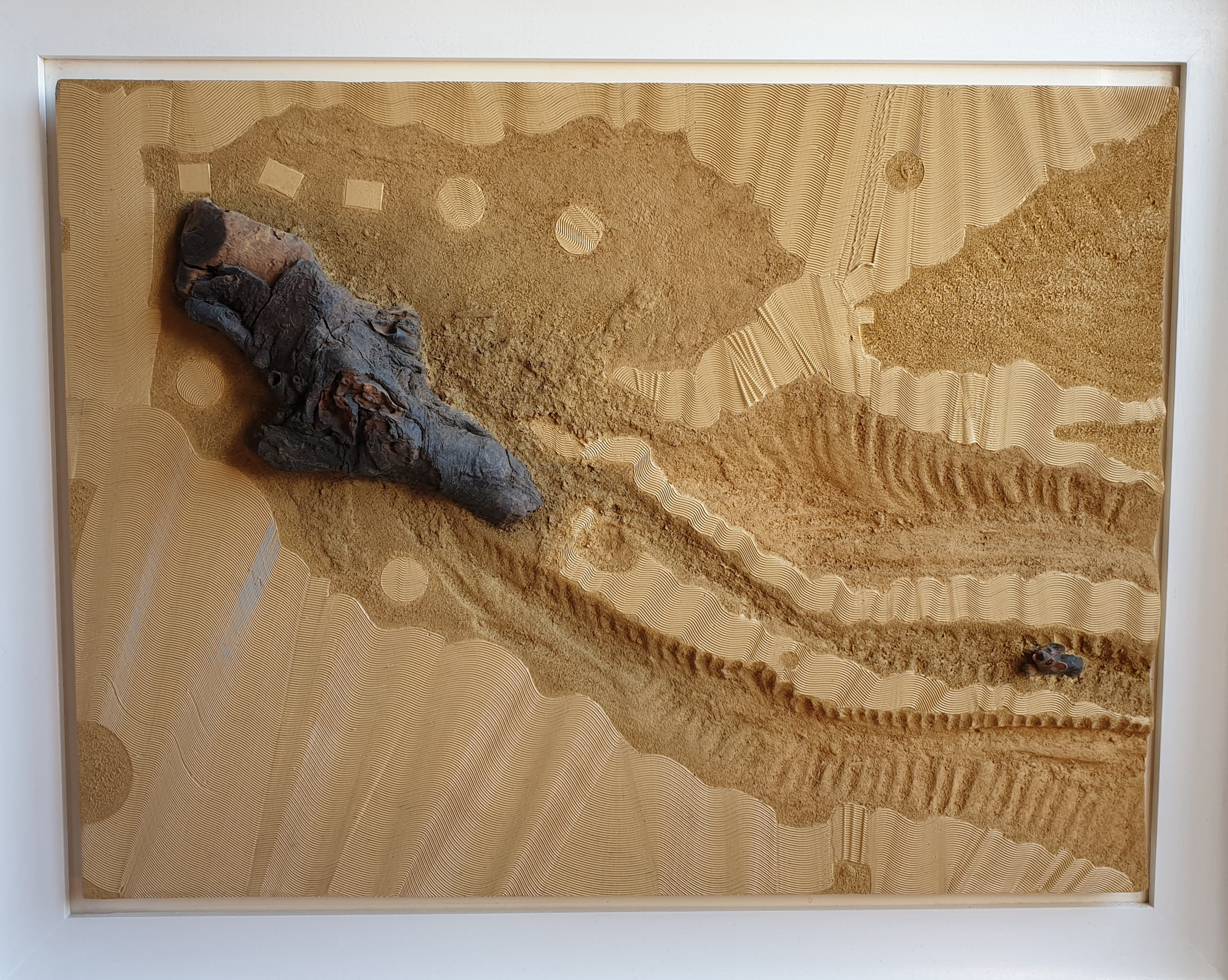

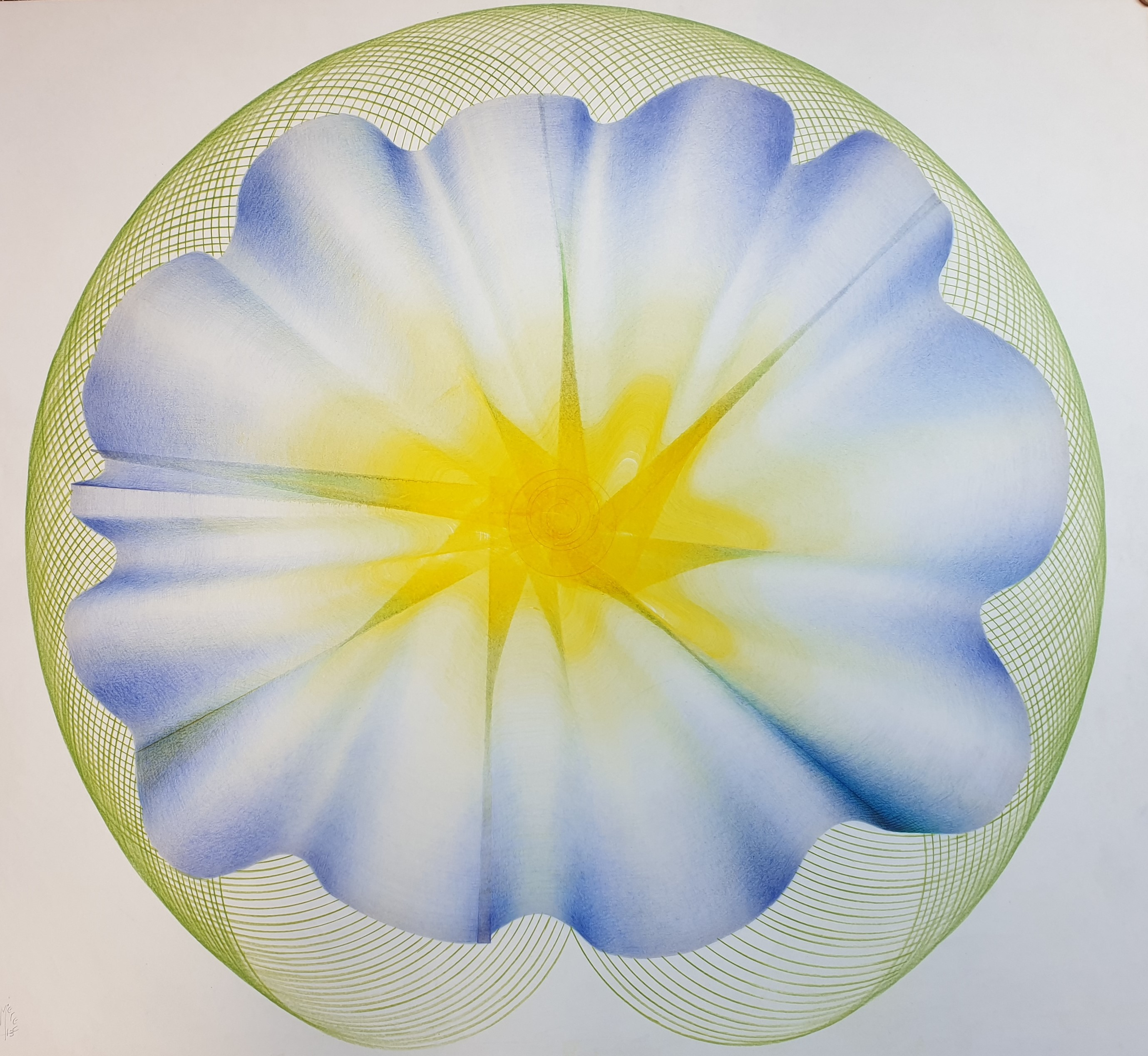

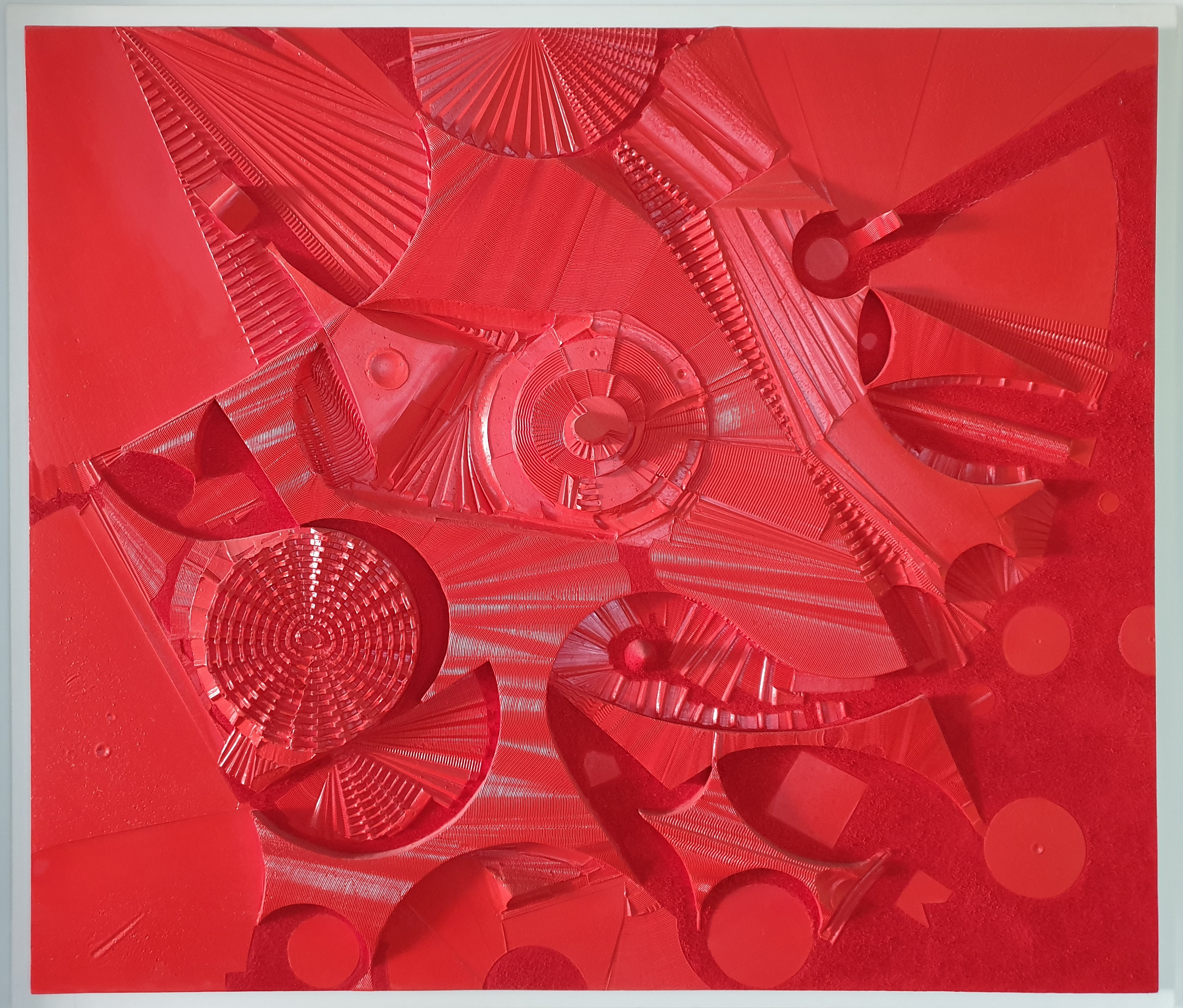

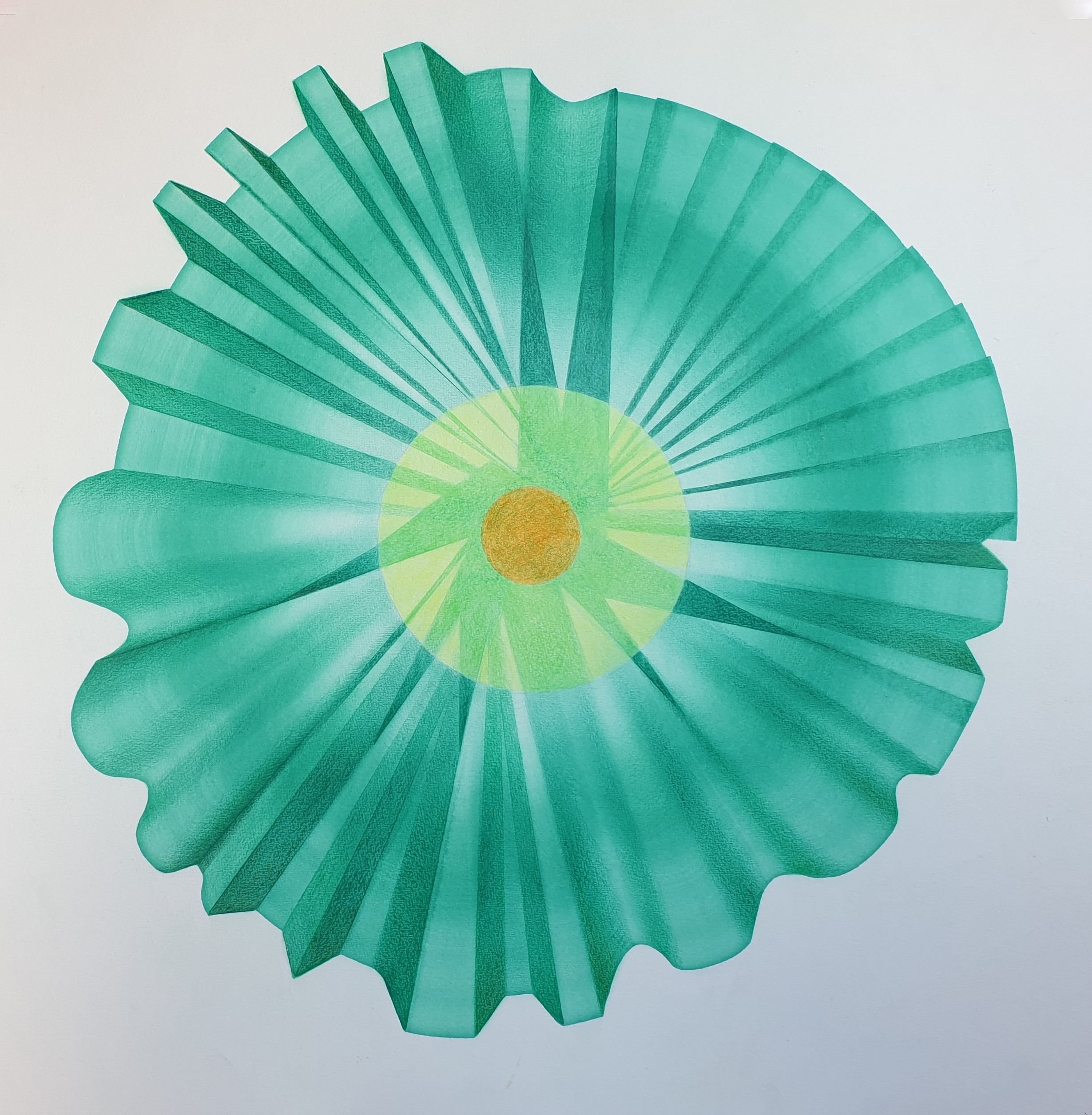

Alejandro Mieres Bustillo (Astudillo, Palencia, 19 de agosto de 1927-Gijón, Asturias, 20 de febrero de 2018) fue un pintor y artista plástico español.

## Biografía
Tras pasar su infancia en Astudillo, se trasladó a Palencia. Concluida la Guerra Civil, se trasladó junto con su familia a Madrid, donde se estableció. En la Escuela de Orientación Profesional estudió los oficios de carpintería, hojalatería, ajuste y forja. También comenzó a dibujar y gracias a su peripecia, completó su formación en la Escuela de Bellas Artes de San Fernando. Allí conoció a la que sería su mujer, Rosa María Velilla.
Después de vivir en París, regresó a España para ejercer como profesor de pintura durante cuatro años en Burgo de Osma y dos en Elche; obtendría finalmente plaza de catedrático de dibujo en el Instituto Jovellanos de Gijón en 1960. En 1971 fue uno de los fundadores del colectivo artístico Astur 71, junto a escultores como Mariantonia Salomé, Fernando Alba Álvarez, Mariano Navascués o Manuel Arenas.
Destacado también en las labores de fomento de la divulgación de los trabajos de los artistas asturianos, siendo fundador y presidente de la Asociación de las Artes Visuales de Asturias. Tiene una calle dedicada con su nombre en Gijón. 
El Comité Artístico del Museo Reina Sofía después de estudiar su obra, destacó la calidad artística, así como su virtuosismo técnico. 
Falleció en Gijón el 20 de febrero de 2018.

## Premios
Los más importantes son:
- Medalla de Plata del Principado de Asturias (2016).
- Medalla de Asturias de diseño.
- Premio de Pintura de la Fundación Selgas-Fagalde (1991).
- Bienal de Zamora (1975).
- Segundo premio de la Bienal de León de 1971.
- Primer premio Nacional de Dibujo y primer premio de Pintura en la Exposición Nacional de 1970.
- Premios de pintura "Carmen del Rio" de la real academia de Bellas Artes de 1949 y 1950.